# Eugène Eudes-Deslongchamps

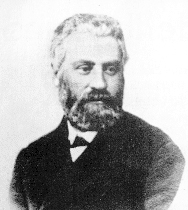
Eugène Eudes-Deslongchamps

Eugène Eudes-Deslongchamps (* 10. März 1830 in Caen; † 21. Dezember 1889 ebenda) war ein französischer Paläontologe, Geologe und Zoologe.
Er war der Sohn des Paläontologen Jacques-Amand Eudes-Deslongchamps, wurde 1864 an der Sorbonne in Paläontologie promoviert (vergleichende Untersuchung jurassischer Schichten in England, der Normandie und anderen Teilen Frankreichs) und 1867 dessen Nachfolger als Professor für Zoologie an der Faculté des Sciences in Caen. 1883 wurde er dort Professor auf dem neu geschaffenen Lehrstuhl für Geologie und Paläontologie. Seine Sammlung bildete den Grundstock derjenigen des Museums für Naturkunde in Caen. 1879 schuf er das meeresbiologische Labor von Luc-sur-Mer. Monographien über das Bajocium und Bathonium in der Normandie vollendete nach seinem Tod sein Nachfolger Alexandre Bigot, der 1889 bis 1933 Professor in Caen war.
Er veröffentlichte über jurassische Fossilien der Normandie (worüber er eine Monographie schrieb), über Brachiopoden, Teleosauridae und die Geologie von Neu-Kaledonien. Von ihm stammt unter anderem die Erstbeschreibung der Gastropoden-Gattung Euyclus (1861).

## Schriften
- Mémoire sur les genres Leptaena et Thecidea des terrains jurassiques du Calvados. 1853 bis 1859.
- mit M. Hébert: Mémoire sur les fossiles de Montreuil-Bellay (Maine-et-Loire). 1860
- Etudes sur les étages jurassiques inférieurs de la Normandie. 1864
- Documents sur la géologie de la Nouvelle-Calédonie. 1864
- Recherches sur l'organisation du manteau chez les Brachipodes articule’s et principalement sur les spicules calcaires contenus dans son interieur. 1864
- Notes sur les Téléosauriens. 1867
- Le Jura normand. Études paléontologiques des divers niveaux jurassiques de la Normandie, comprenant la description et l'iconographie de tous les fossiles vertébrés et invertébrés qu'ils renfement. 1877
- Note sur l’utilité distraire des genres Turbo et Purpurina quelques coquilles des terrains jurassiques, et d’en former une nouvelle coupe générique sous le nom d’Eucyclus. In: Bulletin de la Societé Linnéenne de Normandie. Band 5, 1861, S. 119–149.